# Tranemo
Tranemo – miejscowość (tätort) w Szwecji, w regionie administracyjnym (län) Västra Götaland, w gminie Tranemo.
Według danych Szwedzkiego Urzędu Statystycznego liczba ludności wyniosła: 3224 (31 grudnia 2015), 3341 (31 grudnia 2018) i 3375 (31 grudnia 2019).